# Itagibá
Itagibá este un oraș în statul Bahia (BA) din Brazilia.